# Marburgtalen
Marburgtalen var en tale som blev holdt af vicekansler Franz von Papen på Universitetet i Marburg den 17. juni 1934. Denne tale anses for at være den sidste offentlige tale på højt plan, som blev holdt i det tredje rige mod nazisternes krav på magten.

## Indhold og udbredelse
Opmuntret dertil af rigspræsident Paul von Hindenburg, talte von Papen om de udskejelser, som nationalsocialisterne havde begået under Adolf Hitler, som han selv 17 måneder tidligere havde hjulpet til magten. Marburgtalen forlangte et stop for den undertrykkende "Terror", beklagede afskaffelsen af en fri presse og indeholdt en advarsel mod en "varig revolution" , en "evig opstand nedefra" og "den tale fra 2. række, som ville fuldende revolutionen" – en advarsel som tydeligt var rettet mod Sturmabteilung i nazistpartiet (SA). Papen holdt talen i aulaen på det gamle universitet ved årsfesten for universitetsforbundet i Marburg. Han var blevet indbudt den 30. april 1934, efter at den foretrukne taler havde meldt afbud.
Konrad Heiden sammenfattede i 1936 Papens bemærkninger:
"Situationen er alvorlig, siget han, lovene er mangelfulde, folket mærker den økonomiske nød, vold og uret udøves, man skal holde op med det falske skønmaleri! Papen hudflettede afledningen af utilfredsheden‚ hjælpeløse dele af folket. Ligeledes bør man ikke umyndiggøre folket. Det var altsammen rettet mod Goebbels. Doktrinære fanatikere skulle gøres tavse – det var et hip mod Rosenberg. Det skarpeste var imidlertid: Falsk personkult var upreussisk. Store mænd skabes ikke af propaganda. Byzantinisme kan ikke skjule det. Og det helt afgørende: den som tale om preussiske dyder, bør koncentrere sig om stille og upersonligt arbejde, og først i sidste ende, og helst slet ikke, tænke på løn og anerkendelse. Et piskesmæld mod Göring. Efter næsten hver sætning bifald. Talen var Tyskland talt fra hjertet. […] Talen blotstillede mændene omkring Hitler og denne selv for hele folket."
Alan Bullock nedskrevet 1952, Goebbels lod Frankfurter Zeitung, som optrykte talen, beslaglægge, ligeledes en brochure med talens tekst. Da der imidlertid var blevet udsmuglet nogle eksemplarer af talen fra Tyskland, blev talen offentliggjort i udlandet hvor den vakte stor opsigt. Den 20. juni opsøgte Papen Hitler og forlangte at forbuddet mod offentliggørelse blev ophævet. Endvidere truede han med at træde tilbage sammen med andre konservative medlemmer af regeringen. Da Papen den 24. juni optrådte offentligt i Hamburg, blev han mødt med stor jubel.
Golo Mann vurderede i 1958:
"Talen må man, til den usikre mands ære, sige var god. Men udover taler og hemmelige samtaler havde de forskellige konservative kredse ikke forberedt."
Talen var hovedsagelig skrevet af advokaten og forfatteren Edgar Julius Jung fra München, som siden 1933 havde været Papens taleskriver. Papens pressechef Herbert von Bose havde også haft indflydelse på talen, og han stod også for omdelingen af 5.000 eksemplarer, som hemmeligt var blevet fremstillet i Germania trykkeriet, samt Papens adjutant Fritz Günther von Tschirschky. Påstanden om at Erich Klausener også medvirkede er med stor sandsynlighed ukorrekt, og stammer formentlig fra publikationer fra kredse af tyskere i eksil.
Hitler, som på dette tidspunkt deltog i et møde for Gauleitere i Gera, reagerede med raseri på talen, Papen viste ham senere lykønskningstelegrammet fra Hindenburg. Propagandaminister Joseph Goebbels forhindrede offentliggørelsen af talen og svarede kort tid senere offentligt: "Latterlige spirrevipper! Vanskabninger! Tilløbne subjekter! Folket har ikke glemt de tider, at da disse herrer regerede fra lænestolene i deres klubber.". I Tyskland kunne man kun læse tale i aftenudgaven af "Frankfurter Zeitung" fra 17. juni. Der var dog nogle tusinde eksemplarer i omløb i ind- og udland af den af Bose udsendte privatudgave, som blev givet videre og kopieret.
Under Hitlers udrensning i partiet i De lange knives nat to uger senere forblev Papen efter råd fra Göring i sin lejlighed. Hans kontor blev imidlertid raseret og Jung, Bose, Klausener og mange andre blev myrdet. Konrad Heiden herom: "De led alle en skrækkelig død. Deres anfører Papen lever – og tjener stadig Hitler". Han trådte tilbage som vicekansler og trådte den 7. august 1934 ud af rigsregeringen. Herefter blev han af Hitler sendt til Østrig som gesandt.
Efter 1945 hævdede von Papen gentagne gange, at han var den egentlige forfatter af talen, og at Jung kun havde indsamlet materiale til den og bidraget med mindre stilistiske forbedringer. De senere vidneudsagn fra Tschirschky, Heinrich Brüning og Jung-vennen Edmund Forschbach samt Karl Martin Grass pegede derimod overensstemmende på Jung som forfatteren. Tschirschky hævdede endda, at Papen først havde set talen i toget på vej til Marburg. Ændringer i Jungs tekst havde han, Tschirschky, forhindret med henvisning til at talen allerede var sendt til udlandet.

## Trykte udgaver
- Rede des Vizekanzlers von Papen vor dem Universitätsbund, Marburg, am 17. Juni 1934, Germania, Berlin 1934, 16 Sider oktav (Katalog der Österreichischen Nationalbibliothek, Wien, Sigle 647.043–B. NEU Mag (oprindelig udgave, som endnu eksisterer i nogle få hundrede eksemplarer, der blev sendt til udlandet)
- Rede des Vizekanzlers von Papen vor dem Universitätsbund, Marburg, am 17. Juni 1934, i: Edmund Forschbach: Edgar J. Jung. Ein konservativer Revolutionär 30. Juni 1934, 1984, S. 154ff.. (Fuldstændigt optryk af talen i et tillæg)

## Eksterne kilder
- Ordlyden af Marburgtalen Arkiveret 19. juli 2011 hos  Wayback Machine (tysk) [8] Regin-Verlages